# ماركو أوبرادوفيتش
ماركو أوبرادوفيتش (30 يونيو 1991 ببلغراد في صربيا - ) هو لاعب كرة قدم صربي في مركز الهجوم. شارك مع منتخب الجبل الأسود تحت 19 سنة لكرة القدم. أما مع النوادي، فقد لعب مع نادي رادنيك بيلينا ونادي يوبين ونادي سيراين.

## وصلات خارجية
- ماركو أوبرادوفيتش على موقع الاتحاد الأوربي (الإنجليزية)
- ماركو أوبرادوفيتش على موقع قاعدة بيانات كرة القدم.إي يو (الإنجليزية)
- ماركو أوبرادوفيتش على موقع بيانات كرة القدم. دي إي (الألمانية)
- ماركو أوبرادوفيتش على موقع Soccerbase.com (لاعب) (الإنجليزية)
- ماركو أوبرادوفيتش على موقع Soccerway.com (الإنجليزية)
- ماركو أوبرادوفيتش على موقع عالم كرة القدم.نت (الإنجليزية)